# Karuah River
Karuah River är ett vattendrag i Australien. Det ligger i delstaten New South Wales, i den sydöstra delen av landet, omkring 150 kilometer nordost om delstatshuvudstaden Sydney. Arean är 17,9 kvadratkilometer.
I omgivningarna runt Karuah River växer i huvudsak städsegrön lövskog. Runt Karuah River är det glesbefolkat, med 9 invånare per kvadratkilometer. Genomsnittlig årsnederbörd är 1 560 millimeter. Den regnigaste månaden är februari, med i genomsnitt 280 mm nederbörd, och den torraste är oktober, med 51 mm nederbörd.